# Црночели гуан
Црночели гуан (лат. Pipile jacutinga) је врста птице из рода Pipile, породице Cracidae. Живи у прашуми Мата Атлантика (Атлантска шума) у југоисточном Бразилу, те Аргентини и Парагвају. У протеклим десетљећима постала је поприлично ретка због лова и уништавања природних станишта.

## Опис
Велика је птица, дуга је око 63-74 центиметра, и у свеопћој појави поприлично је слична ћуркама с танким вратом и маленом главом. Перје јој је углавном црне боје с плавкастим сјајом; има специфичан бели прамен на крилима прошараним с три уредна реда сићушних црних тачкица. Велика ћуба на глави јој је белкасте боје, а грло је црвено, баш као и ноге и стопала. Као и остали чланови рода Pipile, има специфичан бијели „прстен” око ока и црну главу.